# Plus grosse pelote de ficelle

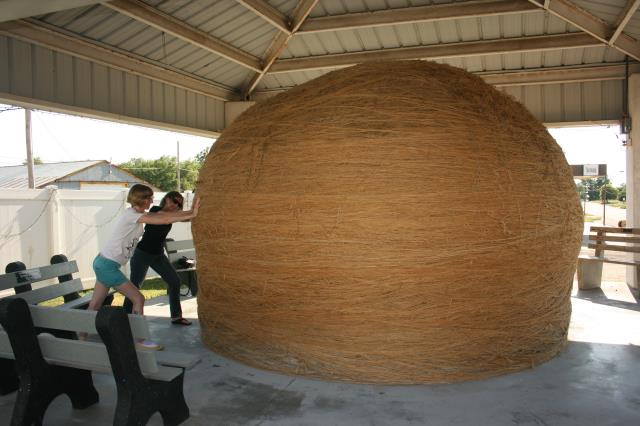
La plus grande pelote de ficelle roulée par une communauté située à Cawker City, Kansas (2013).

Plusieurs villes des États-Unis revendiquent le record du monde de la plus grosse pelote de ficelle. En 2014, la pelote de ficelle avec la plus grande circonférence était située à Cawker City au Kansas, et a été mesurée à 2,46 m de diamètre et à 3,3 m de hauteur.

## Plus grande pelote de sisal fabriquée par une communauté
À Cawker City, au Kansas, Frank Stoeber a créé une pelote qui mesurait, à sa mort en 1974, 3,4 m de diamètre et la totalité de la ficelle qu'elle contenait mesurait 490 km de longueur. La ville de Cawker City a construit un belvédère en plein air au-dessus de cette boule et à chaque mois d'août est organisé le Twine-a-thon (« Course de ficelle » : c'est un jeu de mots entre twine, la ficelle, et marathon) lors duquel plus de ficelle est ajoutée à la boule. En 2006, la pelote de ficelle avait atteint 8 111 kg, une circonférence de 12 m et une longueur de 2 378 km,. 
En 2013, son poids était estimé à 9 060 kg et en août 2014 la boule mesurait 12,62 m de circonférence, 2,46 m de diamètre et 3,3 m de hauteur, et elle continue encore aujourd'hui de grossir,.

## Plus grande pelote de sisal fabriquée par une seule personne

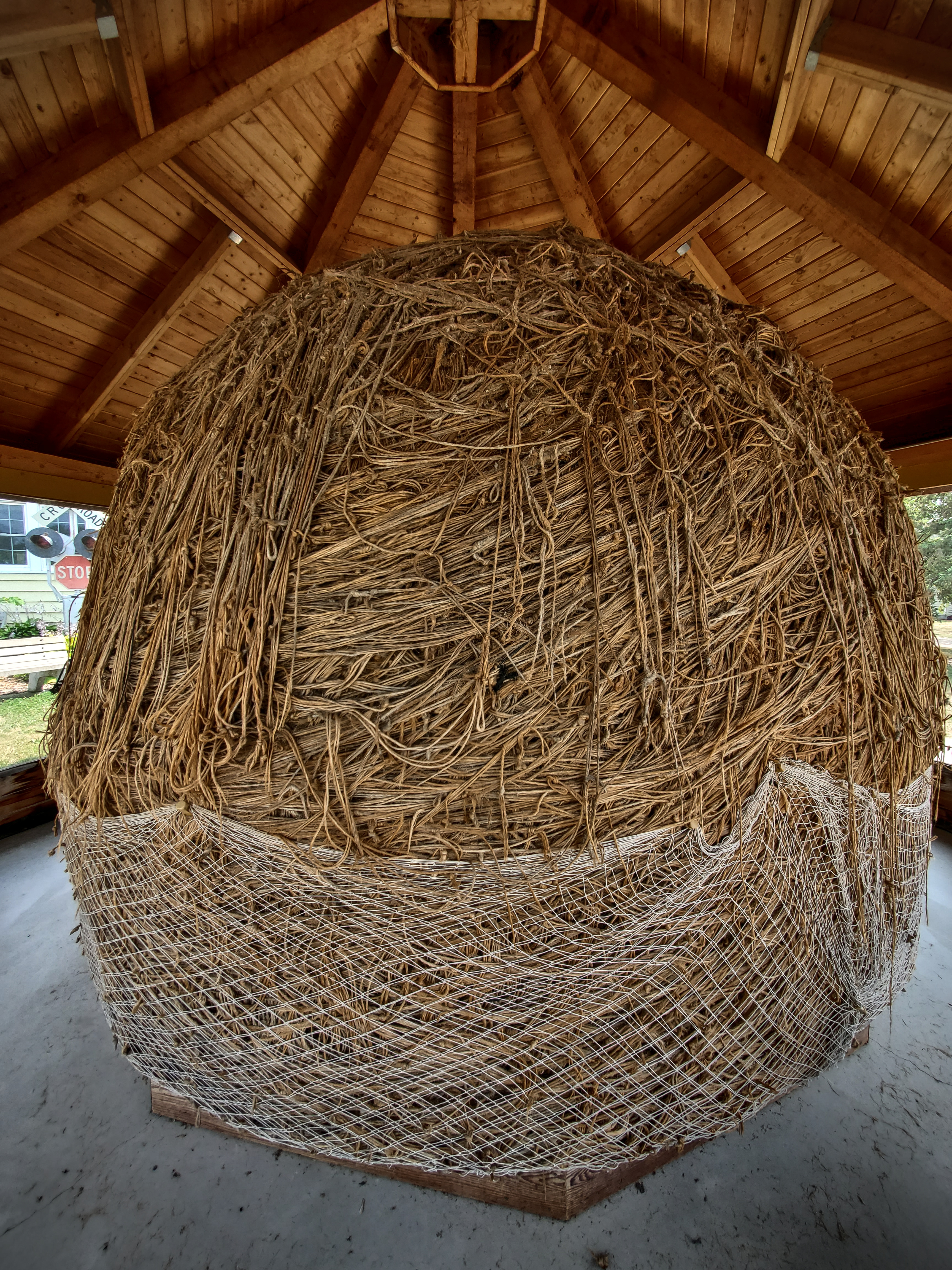
La pelote de ficelle à Darwin, Minnesota (2021).

Darwin, dans le Minnesota, est le foyer d'une pelote de ficelle qui a été enroulée par Francis A. Johnson. Elle mesure 3,7 m de diamètre et pèse 7 900 kg. Son créateur a commencé à l'enrouler en mars 1950 au rythme de quatre heures par jour jusqu'à sa mort en 1989. Elle est actuellement entreposée dans un belvédère fermé en face du parc de la ville sur la rue principale (45°05′47″N 94°24′37″W / 45.096332°N 94.410276°W) pour empêcher le public de la toucher. La ville célèbre le Twine Ball Day (Jour de la Pelote de Ficelle) le deuxième samedi d'août de chaque année. 
À proximité de la pelote, un musée et une boutique de souvenirs, gérés par des bénévoles, proposent des informations sur l'histoire de la balle et vendent une variété de souvenirs,,,. Elle est la détentrice de longue date du titre de « plus grosse pelote de ficelle du monde » dans le Livre Guinness des records, détenant ce titre depuis achèvement en 1979 jusqu'en 1994, et a été référencée par Weird Al Yankovic dans sa chanson The Biggest Ball of Twine in Minnesota, sorti en 1989.

## Plus lourde boule de ficelle

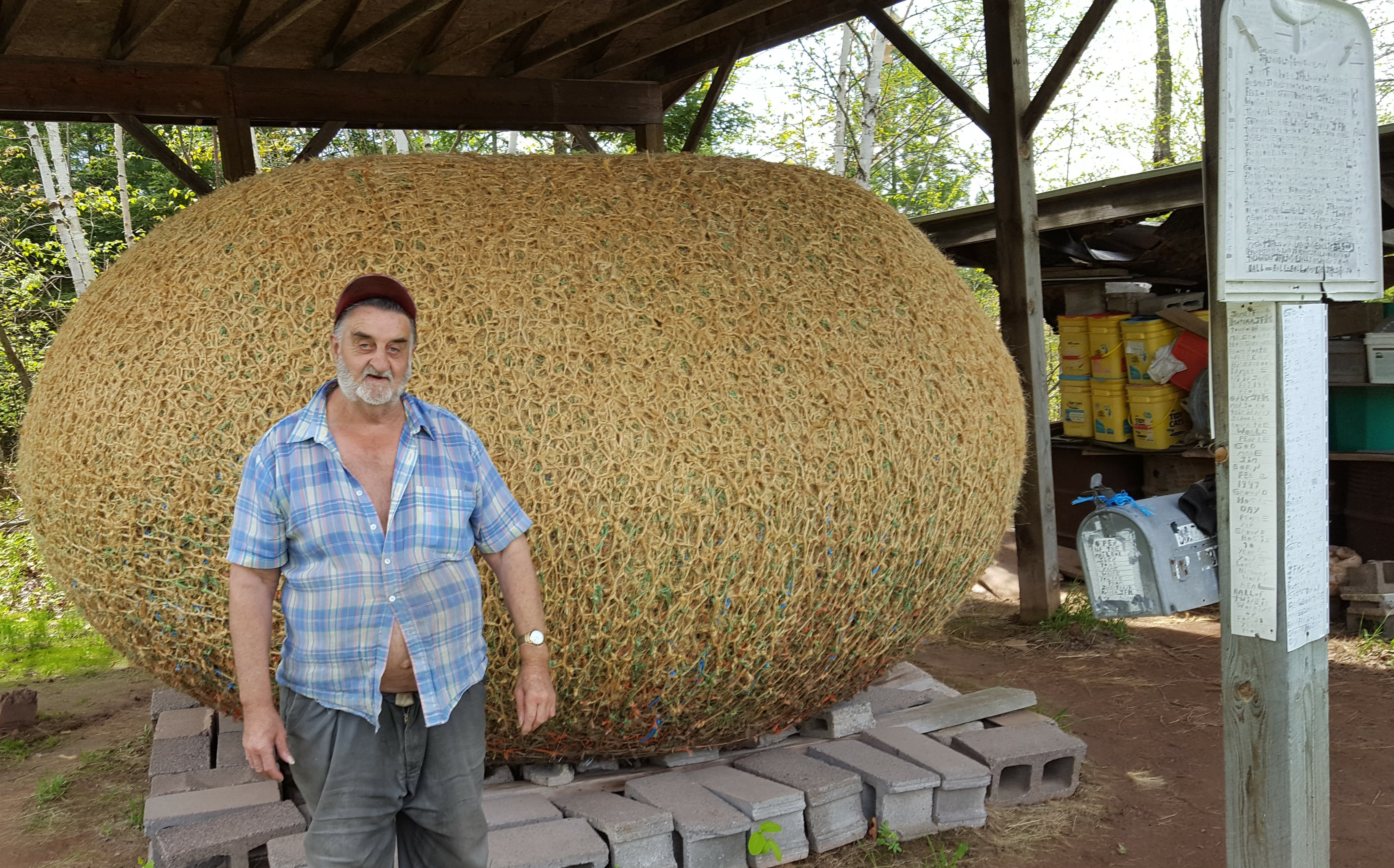
La boule de ficelle du lac Nebagamon, dans le Wisconsin (2017) avec son créateur James Frank Kotera.

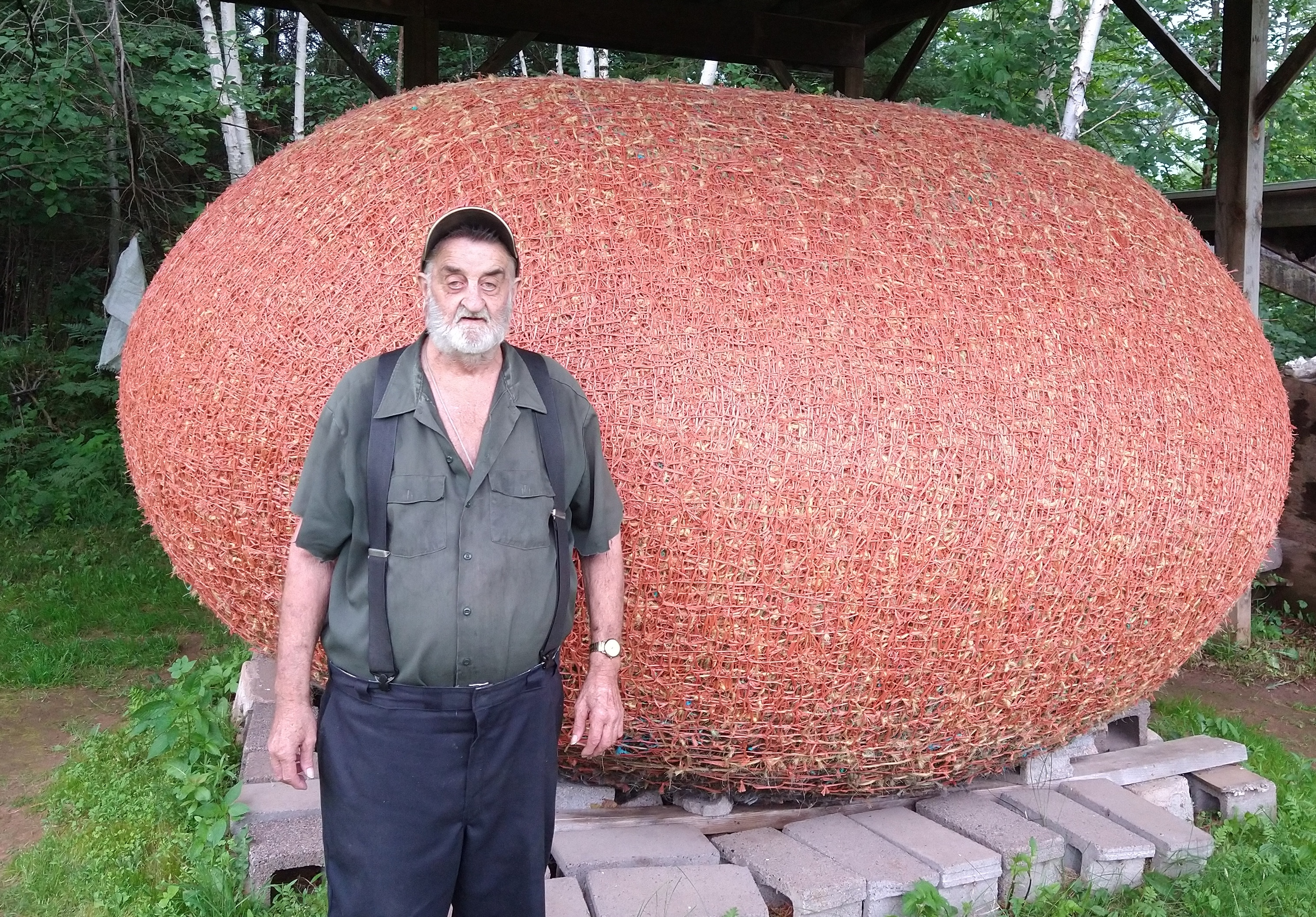
La même boule, en juillet 2022.

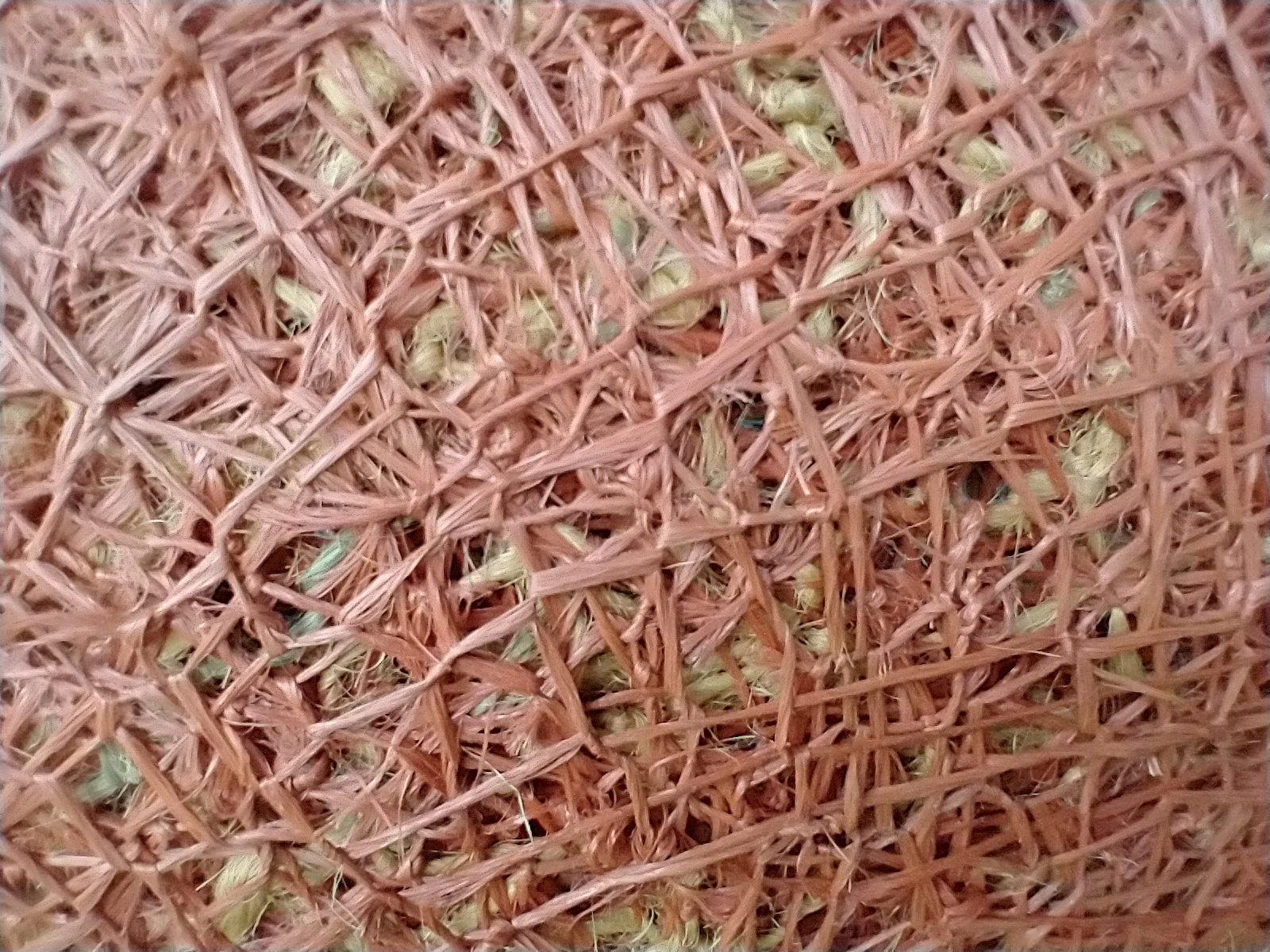
Gros plan sur la boule en 2022.

Près du Lac Nebagamon, au Wisconsin, James Frank Kotera prétend avoir fabriqué la boule de ficelle la plus lourde jamais construite. Il l'a commencée en 1979 et y travaille toujours. Il estime, en mesurant le poids de chaque sac de ficelle sur lequel elle s'enroule, que la boule pèse 10 931 kg, ce qui en ferait la plus lourde jamais fabriquée. Elle est entreposée dans un enclos à ciel ouvert sur la pelouse de son créateur et elle a un compagnon plus petit, « Junior », qui lui est fait de ficelle,.

## Plus grande boule en nylon
À Branson, dans le Missouri, une pelote de ficelle en nylon fabriquée par J.C. Payne de Valley View, au Texas, est exposée au musée Ripley's Believe It or Not!. La boule, qui mesure 12,6 m de circonférence, a été certifiée en 1993 comme la plus grande boule de ficelle au monde par le Livre Guinness des records. C'est cependant la plus légère des quatre prétendantes, pesant 5 443 kg,,.

## Dans la culture populaire
L'une des chansons originales de Weird Al Yankovic est The Biggest Ball of Twine in Minnesota, de son album UHF - Original Motion Picture Soundtrack and Other Stuff sorti en 1989. Avec sa boule à Darwin, dans le Minnesota, le chanteur prend une licence artistique avec les statistiques. L'emplacement arbore désormais un panneau indiquant « Weird Alley ». Dans un cas de vie imitant l'art, les cartes postales sur lesquelles on pouvait lire « Salutations de la part de la boule de ficelle, j'aimerais que vous soyez ici » sont une invention du chanteur et sont maintenant une attraction à Darwin. Le Twineball Inn était un restaurant (pas un motel) qui a fermé depuis. Weird Al Yankovic fait référence à la boule elle-même, et donc à son travail précédent, dans le clip de sa chanson White and Nerdy, dans laquelle une carte de Trivial Pursuit comprenant la question « Dans quelle ville est la plus grande boule de ficelle construite par un seul homme ? » apparaît.
Le jeu vidéo Sam and Max Hit the Road présente la plus grande pelote de ficelle au monde comme l'une des attractions que vous visitez dans le jeu. La pelote de ficelle de Cawker City a aussi fait l'objet de la bande dessinée Doonesbury le 16 juillet 2012.
Dans la littérature, la pelote de ficelle de Cawker City est mentionnée dans la nouvelle de Stephen King et Joe Hill Dans les hautes herbes.
Côté cinéma, dans le film Sharknado: The 4th Awakens, la plus grosse pelote de ficelle du monde est aspirée dans un Sharknado, écrasant un passant dans ce processus. Dans le film Bonjour les vacances..., Clark Griswald mentionne son intention de voir une grosse pelote de ficelle après avoir visité la ferme du cousin Eddie au Kansas. Côté série télévisée, dans l'histoire en trois épisodes de 50 States of Fright nommée America's Largest Ball of Twine (Kansas), une mère et sa fille rendent visite à la plus grande boule de ficelle d'Amérique construite par Greg Cawker dans la ville fictive de Francis, au Kansas.